# Sumatraanse kikkerbek
De Sumatraanse kikkerbek (Batrachostomus poliolophus) is een vogel uit de familie Podargidae (kikkerbekken).

## Verspreiding en leefgebied
Deze soort is endemisch op het Indonesische eiland Sumatra.